# Rhachosaundersia boliviana
Rhachosaundersia boliviana är en tvåvingeart som beskrevs av Townsend 1931. Rhachosaundersia boliviana ingår i släktet Rhachosaundersia och familjen parasitflugor.
Artens utbredningsområde är Bolivia. Inga underarter finns listade i Catalogue of Life.